# Musée d’Art et d’Histoire d’Avranches
Das Musée d’Art et d’Histoire d’Avranches ist ein kommunales Kunst- und Geschichtsmuseum in der französischen Stadt Avranches im Département Manche (Normandie). Es hat den Status eines Musée de France.

## Geschichte
Das Museum wurde 1835 durch die Société d’Archéologie d’Avranches gegründet und einige Jahre später in kommunale Trägerschaft überführt. Damit gilt es als eines der ältesten Museen im Westen Frankreichs. 1899 wurden große Teile der Sammlung durch eine Brandkatastrophe vernichtet und daraufhin in das ehemalige Kapuzinerkloster im Jardin des Plantes verlegt. Bei den Kämpfen um Avranches im Zweiten Weltkrieg wurden Gebäude und Sammlung erneut zerstört.
Nach dem Krieg erwarb die Stadt Avranches das frühere Gefängnisgebäude als neuen Standort und ernannte Michel Delalonde zum Kurator. 1963 wurde mit tatkräftiger Unterstützung aus der Bevölkerung das Musée de l’Avranchin ins Leben gerufen. Mehrere Antiquitätenhändler aus der Stadt stellten ihre Privatsammlungen zur Organisation der ersten Wechselausstellungen zur Verfügung. 1967 wurde das Museum offiziell wiedereröffnet. Im Laufe der Jahre konnte es eine umfangreiche volkskundliche Sammlung mit Arbeiten aus der unteren Normandie, lokalem Kunsthandwerk, Trachten und Möbeln aus der Region aufbauen.
Unter der Leitung des Malers Albert Bergevin konnte das Museum eine Sammlung von Arbeiten lokaler Künstler wie Jacques Simon, Charles Fouqué und Jean de la Hougue erwerben. Bergevin selbst vermachte dem Museum 1965 rund fünfzig seiner eigenen Werke. Eine Hauptattraktion war jedoch die Präsentation der Manuskripte aus der Klosterbibliothek der Abtei Mont Saint-Michel, die seit der Französischen Revolution in Avranches aufbewahrt werden. Mit der Eröffnung des Scriptorial als eigenständigem Museum für die Manuskripte im August 2006 wurde das alte Museum in Musée d’Art et d’Histoire umbenannt. Ohne die volkskundlichen Sammlungen zu vernachlässigen, konzentriert sich die Erwerbspolitik heute wieder auf die Bau- und Kunstgeschichte von Avranches.

## Museumsgebäude
Das Museum ist in einem Teil des alten Bischofssitzes untergebracht. Es war im 12. Jahrhundert Sitz der Bischöfe von Avranches, ehe es um 1269 zum Kanzleigebäude umfunktioniert wurde. Nach Aufhebung des Bistums während der Französischen Revolution wurde es als Gefängnis genutzt.

## Sammlungen
Das Museum zeigt Gemälde regionaler Künstler, sakrale Kunst, Trachten, Mobiliar und Volkskunst der Region sowie Handwerksstuben. Ergänzt wird die Dauerausstellung durch eine archäologische Sammlung und die Rekonstruktion einer mittelalterlichen Klosterschreiberei. Im Obergeschoss sind vier Räume der Geschichte Avranches während des Zweiten Weltkriegs (Besatzung, Widerstand, Bombardements und Wiederaufbau) gewidmet.